# Burka Sándor
Burka Sándor (Sárvár, 1910. augusztus 1. – Budapest, 1983. február 6.) klarinétművész, zenekarvezető, nótaszerző. A tárogató hangszer népszerűsítője.

## Életpályája
Cigány muzsikus családból származott, tízéves korától már a Sárvári fúvószenekarban játszott. Pályafutása szülővárosában, Czene János zenekarában kezdődött.
18 éves korában került Budapestre, itt Szikszai Horváth Lajos, Farkas Jenő és Farkas Béla zenekarának a tagja volt, majd 1936-ban ifj. Berkes Béla zenekarával az Egyesült Államokban járt.
A második világháború után egy darabig Toki Horváth Gyula és Horváth Dudás József zenekarának klarinétosa volt. A Magyar Rádió 1950-ben megalakult népi zenekarának kezdettől fogva a tagja volt.
Burka Sándor volt az egyetlen olyan muzsikus, aki a tárogatójával a Kádár-rendszerben lemezeket készített. Játéka nagy hatással volt a magyar tárogatózenére és a tárogató népszerűsítésére. 
Burka Sándor mint nótaszerző is jeleskedett. Legismertebb műve a Halljátok, cigányok című szerzeménye. Működésének utolsó éveiben Boross Lajos, majd fia, ifj. Burka Sándor zenekarában muzsikált. A Magyar Rádiótól 1973-ban nívódíjat kapott elismerésül.
Mint szólista, klarinéton és tárogatón több alkalommal bebizonyította kiváló képességeit. 1967-ben lemezt készített Történelmi dalok tárogatóra és cimbalomra címmel, a kor egyik nagy cimbalmosával, Németh Jánossal.

## Ismertebb nótái
- Amikor még lányok körül legyeskedtem (szöveg: Babusa Miklós)
- Halljátok, cigányok (szöveg: Babusa Miklós)
- A vén Somló teteje (szöveg: Cserkuthy Sándor)